# Aron Modig
Jens Aron Modig, född 13 juni 1985 i Söderhamn, är en svensk ekonom och politiker (kristdemokrat). Han var ordinarie riksdagsledamot 2014–2018, invald för Göteborgs kommuns valkrets, samt skatte-, migrations- och socialförsäkringspolitisk talesperson för Kristdemokraterna. Han sitter i Kristdemokraternas partistyrelse sedan rikstinget i Stockholm 2015 och i styrelsen för Svenska Triathlonförbundet sedan årsmötet i Göteborg 2017. Sedan 2019 är han styrelseledamot i Swedish FinTech Association.
Under åren 2011–2013 var Modig förbundsordförande för Kristdemokratiska ungdomsförbundet (KDU) och därmed ledamot i Kristdemokraternas partistyrelse. Åren 2008–2010 var han förbundsordförande för Kristdemokratiska Studentförbundet. Därutöver har Modig bland annat arbetat vid internetbetalningsbolaget Klarna och nyhetsbyrån SIX News. 
År 2013 rankades Modig av Veckans Affärer som nummer 19 av näringslivets 101 supertalanger. År 2015 sprang Modig Midnight Sun Marathon i Tromsø på 2.58 timmar. Han har också genomfört flera Ironman-tävlingar i triathlon.
Under ett av sina besök på Kuba, i juli 2012, skadades Modig i en bilkrasch. I kraschen omkom grundaren av kristdemokratiska MCL, Movimiento Cristiano Liberación, Oswaldo Payá och Harold Cepero, ordförande för rörelsens ungdomsförbund. Syftet med besöket var bland annat att överlämna pengar till familjer vars familjeförsörjare sitter fängslade av politiska skäl.

## Uppväxt
Aron Modig föddes och växte upp i Söderhamn i södra Norrland. Ungdomsåren ägnade han till stor del åt idrott. Han spelade ungdomsfotboll i Stugsunds IK och Söderhamns FF samt tennis i Söderhamns TS. I början av år 2000 var han rankad som Hälsinglands bäste tennisspelare i sin åldersklass. Som 16-åring flyttade Modig till Göteborg där han åren 2001–2004 läste naturvetenskapsprogrammet vid den fristående gymnasieskolan L M Engströms gymnasium. Under det sista året var han ordförande för skolans elevråd.

## Utbildning och civil karriär
Åren 2004–2010 studerade Modig ekonomi, historia och statsvetenskap vid Göteborgs universitet och National University of Singapore i Singapore. Han tog då drygt 430 högskolepoäng och avlade två magisterexamina i både företagsekonomi och nationalekonomi. Under studietiden deltog Modig bland annat i det lag som representerade Handelshögskolan vid Göteborgs universitet i SM i ekonomi som avgjordes i Örebro i maj 2008. Laget slutade på andraplats.  Under perioden 2009–2010 innehade han också posten som ordförande för Börsgruppen vid Handelshögskolan vid Göteborgs universitet.
Modig inledde sin professionella karriär som börsreporter vid nyhetsbyrån SIX News i Göteborg. Åren 2010–2011 arbetade han sedan vid det svenska onlinebetalningsbolaget Klarna. Där inledde han sin bana som management trainee för bolagets finanschef. Efter sju månader blev han befordrad till chef för företagets Business Analysis-avdelning. Han var då bolagets yngste manager. Åren 2013–2014 var Modig tillbaka på Klarna.

## Politisk karriär
Aron Modig blev medlem i Kristdemokraterna i februari 2006. Han valdes till ordförande för Kristdemokratiska Studentförbundet vid årskongressen i Stockholm i februari 2008. Några månader senare, vid riksmötet i Mölndal i maj, invaldes han även i KDU:s förbundsstyrelse. Modig omvaldes som Kristdemokratiska Studentförbundets ordförande vid årskongressen i Stockholm i mars 2009. Han valdes även till andre vice förbundsordförande för KDU vid riksmötet i Växjö i maj samma år. 
Vid Kristdemokratiska Studentförbundets årskongress i Stockholm i april 2010 avgick Modig som förbundets ordförande och ersattes då av Kalle Bäck. Vid KDU:s riksmöte i Västerås i maj samma år omvaldes Modig som andre vice förbundsordförande. Vid riksmötet i Eskilstuna i juni 2011 blev han med acklamation vald till förbundsordförande. Vid riksmötet i Ekerö i maj 2012 fick han förtroende att fortsätta på samma post. Han avgick dock från förbundsordförandeposten vid riksmötet på Öckerö i maj 2013.
I maj 2012 omnämndes Modig av magasinet Neo som en av Alliansens "viktigaste hjärnor". I maj 2013 utsågs han av Svenska Dagbladet och Infopaq till landets sjätte mest framgångsrika politiker på nätet.
Han var ordinarie riksdagsledamot 2014–2018, invald för Göteborgs kommuns valkrets. I riksdagen var han ledamot i skatteutskottet 2014–2015, socialförsäkringsutskottet 2015–2018 och ledamot i Riksrevisionens parlamentariska råd 2014–2018. Han var även suppleant i civilutskottet, EU-nämnden, finansutskottet, näringsutskottet och utbildningsutskottet.

## Politisk inriktning
Aron Modig valdes till förbundsordförande för Kristdemokratiska Ungdomsförbundet (KDU) efter den konservative Charlie Weimers som ompositionerat förbundet till att bli en klassiskt borgerlig röst i svensk politik. Modig fortsatte arbetet i denna riktning samt ökade förbundets närvaro i media. Bland annat efterlyste han en svensk motsvarighet till den amerikanska Tea party-rörelsen vilken skulle utmana och kritisera alliansregeringen då den går för långt åt mitten. Han har också varit en flitig deltagare i debatten kring oroligheterna i både svenska och brittiska förorter, där Modig menar att det personliga ansvar som var och en har för sina egna handlingar borde få större utrymme.
Under Modigs ordförandetid lanserade KDU parollerna "Skaffa dig ett liv!" och "Mitt hjärta är blått!". Den förra syftade till att betona just vikten av personligt ansvarstagande. Den senare framhöll betydelsen av mellanmänsklig solidaritet och lyfte fram ett starkt civilsamhälle som viktig motvikt till en stor offentlig sektor.
Under sin tid som förbundsordförande för KDU hade han drygt 200 debattartiklar publicerade i svenska dagstidningar och på debattsajter.  
I valrörelsen 2014 fokuserade Modig på idéer kring hur Göteborgs och Västsveriges konkurrenskraft kan stärkas. Det handlade bland annat om arbete för lägre skatter, främjande av frihandel, satsningar på infrastruktur, en reformering av arbetsrätten och ett konkurrensutsättande av Arbetsförmedlingen.

## Idéskrift
Sommaren 2013 släpptes Modigs första bok, "Ansvarstagande och gemenskap - idéer för en starkare kristdemokrati" (KSF förlag), som tar sin utgångspunkt i Modigs politiska övertygelse.

## Internationellt engagemang
Aron Modig har under de senaste åren engagerat sig i demokrati- och utvecklingsarbete i olika delar av världen; vid flera tillfällen i Östafrika och på Kuba samt i Kambodja och Georgien.

## Bilkrasch på Kuba
Vid ett besök på Kuba skadades Modig i en bilkrasch den 22 juli 2012 där den kubanske oppositionsledaren och grundaren av kristdemokratiska MCL, Oswaldo Payá, samt ledaren för dess ungdomsförbund, Harold Cepero, omkom. Bilen kördes av spanske ungdomspolitikern Angel Carromero som överlevde. Två dagar efter olyckan förhördes Modig i fem dagar av kubansk säkerhetstjänst. Modig uppger att förhören blandades med utskällningar: ”Du ska inte komma till vårt land och lägga dig i!” Den 30 juli höll kubanska myndigheter en presskonferens där Modig och Carromero sa att olyckan inte var ett attentat. Modig släpptes därefter men Carromero dömdes till fyra års fängelse för dråp. Modig kommenterade att Carromero inte körde vårdslöst och att inga anhöriga till Payá eller Cepero har anklagat honom för kraschen. Payás familj säger att kubanska myndigheter förföljde och prejade bilen med en lastbil.